# أوتو جروتول
أوتو جروتول أو أوتو جروتهول (بالألمانية:Otto Grotewohl؛ 21 سبتمبر 1964م - 11 مارس 1894م) هو أحد رجالات ألمانيا الشرقية، ورئيس الوزراء الأول لألمانيا الشرقية، ولد جروتول في براونشفايغ سنة 1894م. وعمل في مطبعة ثم انظم إلى الحزب الديمقراطي الاجتماعي الألماني سنة 1912م. خدم في الجيش الألماني خلال الحرب العالمية الثانية. بعد ذلك كان عضوًا لفترة قصيرة في الحزب الاشتراكي الديمقراطي المستقل (الحزب الديمقراطي الاجتماعي الألماني المستقل ‏)، لكن سرعان ما عاد إلى الحزب الاشتراكي الديمقراطي الألماني، ثم أصبح عضو في البرلمان في براونشفايغ في الفترة ما بين 1920م - 1225م، وفي الفترة مابين 1921م -1923م عمل وزيرًا للداخلية والتعليم والعدل في براونشفايغ. وفي الفترة مابين 1925م-1933م كان عضوا في الرايخستاغ وبعد ذلك تحوّل إلى رجل أعمال مستقل.في سنة 1946م كان رئيس الحزب الاجتماعي الديمقراطي الألماني (الحزب الديمقراطي الاجتماعي الألماني)، وقد عَقد في أراضي الاتحاد السوفييتي اتحاد بين حزبه والحزب الشيوعي الألماني (KPD) مما أدى إلى إنشاء حزب الوحدة الاشتراكي الألماني والذي تحول إلى الحزب الحاكم، ومع مرور السنوات تم تأسيس جمهورية ألمانيا الديمقراطية. في 12 أكتوبر وبعد خمسة أيام من إعلان تأسيس جمهورية ألمانيا الشرقية (7 أكتوبر 1949م) تم تعيينه أول رئيس للحكومة للدولة الجديدة.
بقي جروتول في منصبه هذا حتى وفاته، في وقت رئاسته تشارك مع فالتر أولبريشت -الأمين العام لحزب الوحدة الاشتراكي- أعماله، بعد جروتول أصبح فيلهلم بيك أول رئيسًا للدولة.
في 1960م تم اكتشاف السرطان في دم جروتول (سرطان الدم)، ومن ذلك الحين حتى وفاته لم يشغل منصبه بشكل مستمر بسبب علاجه في الاتحاد السوفييتي، وفي الحقيقة كان فيلي شتوف يحل مكانه على الرغم من أنه بقي في منصبه رسمياً حتى توفي.
في شهر سبتمبر 1964م توفي جروتول ودفن في المقبرة الوسطى فريدريكسفلدا، وجاء خلفه فيلي شتوف. وقد كان لديه ابن اسمه هانز (1924م-1999م)

## روابط خارجية
- أوتو جروتول على موقع IMDb (الإنجليزية)
- أوتو جروتول على موقع الموسوعة البريطانية (الإنجليزية)
- أوتو جروتول على موقع مونزينجر (الألمانية)
- أوتو جروتول على موقع ديسكوغز (الإنجليزية)
- أوتو جروتول على موقع كينوبويسك (الروسية)